# Natoya Goule
Natoya Viola Goule-Topping (ur. 30 marca 1991 w Manchesterze na Jamajce) – jamajska lekkoatletka specjalizująca się w biegach sprinterskich i średniodystansowych.
Jako juniorka, zdobyła dwa złota na 800 metrów podczas mistrzostw Ameryki Środkowej i Karaibów juniorów. Bez powodzenia startowała na mistrzostwach świata juniorów młodszych w Ostrawie (2007). W 2010 zdobyła brąz w sztafecie 4 × 400 metrów podczas juniorskich mistrzostw świata w Moncton. Złota i srebrna medalistka czempionatu Ameryki Środkowej i Karaibów (2011). Dwa lata później, na tej samej imprezie, sięgnęła po złoto w biegu na 800 metrów. W 2014 znalazła się w składzie jamajskiej ekipy, która startowała w eliminacjach biegu rozstawnego podczas halowych mistrzostw świata w Sopocie. Goule nie wystąpiła w biegu finałowym, a jej koleżanki z reprezentacji sięgnęły po srebro.
Złota medalistka mistrzostw Jamajki i reprezentantka kraju na IAAF World Relays. Wielokrotnie stawała na najwyższym stopniu podium mistrzostw NCAA oraz CARIFTA Games.

## Osiągnięcia
| Rok  | Impreza                                           | Miejsce        | Konkurencja                   | Lokata     | Wynik           |
| ---- | ------------------------------------------------- | -------------- | ----------------------------- | ---------- | --------------- |
| 2006 | Mistrzostwa Ameryki Środkowej i Karaibów juniorów | Port-of-Spain  | bieg na 800 m                 | 1. miejsce | 2:09,15         |
| 2007 | Mistrzostwa świata juniorów młodszych             | Ostrawa        | bieg na 800 m                 | eliminacje | 2:08,37         |
| 2008 | Mistrzostwa świata juniorów                       | Bydgoszcz      | bieg na 800 m                 | eliminacje | 2:09,55         |
| 2008 | Mistrzostwa świata juniorów                       | Bydgoszcz      | sztafeta 4 × 400 m            | eliminacje | 3:38,00         |
| 2010 | Mistrzostwa Ameryki Środkowej i Karaibów juniorów | Santo Domingo  | bieg na 800 m                 | 1. miejsce | 2:07,20         |
| 2010 | Mistrzostwa świata juniorów                       | Moncton        | bieg na 800 m                 | półfinał   | 2:05,07         |
| 2010 | Mistrzostwa świata juniorów                       | Moncton        | sztafeta 4 × 400 m            | 3. miejsce | 3:32,24         |
| 2011 | Mistrzostwa Ameryki Środkowej i Karaibów          | Mayagüez       | bieg na 800 m                 | 3. miejsce | 2:02,83         |
| 2011 | Mistrzostwa Ameryki Środkowej i Karaibów          | Mayagüez       | sztafeta 4 × 400 m            | 1. miejsce | 3:29,86         |
| 2013 | Mistrzostwa Ameryki Środkowej i Karaibów          | Morelia        | bieg na 800 m                 | 1. miejsce | 2:02,02         |
| 2013 | Mistrzostwa świata                                | Moskwa         | bieg na 800 m                 | eliminacje | 2:00,93         |
| 2014 | Halowe mistrzostwa świata                         | Sopot          | bieg na 800 m                 | eliminacje | 2:01,89         |
| 2014 | Halowe mistrzostwa świata                         | Sopot          | sztafeta 4 × 400 m            | 2. miejsce | 3:26,84 (elim.) |
| 2014 | IAAF World Relays                                 | Nassau         | sztafeta 4 × 800 m            | 4. miejsce | 8:17,22         |
| 2014 | Igrzyska Wspólnoty Narodów                        | Glasgow        | bieg na 800 m                 | półfinał   | 2:04,23         |
| 2015 | IAAF World Relays                                 | Nassau         | sztafeta 4 × 800 m            | 5. miejsce | 8:16,04         |
| 2015 | IAAF World Relays                                 | Nassau         | sztafeta 4 × 400 m            | 2. miejsce | 3:26,41 (elim.) |
| 2015 | Mistrzostwa świata                                | Pekin          | bieg na 800 m                 | eliminacje | 2:02,37         |
| 2016 | Halowe mistrzostwa świata                         | Portland       | bieg na 800 m                 | eliminacje | 2:08,23         |
| 2016 | Igrzyska olimpijskie                              | Rio de Janeiro | bieg na 800 m                 | eliminacje | 2:00,49         |
| 2017 | IAAF World Relays                                 | Nassau         | sztafeta 4 × 400 m (mieszana) | 3. miejsce | 3:20,26         |
| 2017 | Mistrzostwa świata                                | Londyn         | bieg na 800 m                 | eliminacje | 2:01,77         |
| 2018 | Halowe mistrzostwa świata                         | Birmingham     | bieg na 800 m                 | eliminacje | 2:02,49         |
| 2018 | Igrzyska Wspólnoty Narodów                        | Gold Coast     | bieg na 800 m                 | 3. miejsce | 1:58,82         |
| 2018 | Mistrzostwa NACAC                                 | Toronto        | bieg na 800 m                 | 2. miejsce | 1:57,95         |
| 2018 | Puchar interkontynentalny                         | Ostrawa        | bieg na 800 m                 | 3. miejsce | 1:57,36         |
| 2019 | Igrzyska panamerykańskie                          | Lima           | bieg na 800 m                 | 1. miejsce | 2:01,26         |
| 2019 | Igrzyska panamerykańskie                          | Lima           | sztafeta 4 × 400 m            | 3. miejsce | 3:27,61         |
| 2019 | Mistrzostwa świata                                | Doha           | bieg na 800 m                 | 6. miejsce | 2:00,11         |
| 2021 | Igrzyska olimpijskie                              | Tokio          | bieg na 800 m                 | 8. miejsce | 1:58,26         |
| 2022 | Halowe mistrzostwa świata                         | Belgrad        | bieg na 800 m                 | 4. miejsce | 2:01,18         |
| 2022 | Mistrzostwa świata                                | Eugene         | bieg na 800 m                 | 5. miejsce | 1:57,90         |
| 2022 | Igrzyska Wspólnoty Narodów                        | Birmingham     | bieg na 800 m                 | 4. miejsce | 1:57,88         |
| 2022 | Igrzyska Wspólnoty Narodów                        | Birmingham     | sztafeta 4 × 400 m            | 2. miejsce | 3:26,93         |
| 2023 | Mistrzostwa świata                                | Budapeszt      | bieg na 800 m                 | półfinał   | 2:00,78         |
| 2023 | Mistrzostwa świata                                | Budapeszt      | sztafeta 4 × 400 m (mieszana) | eliminacje | 3:14,05         |
| 2024 | Halowe mistrzostwa świata                         | Glasgow        | bieg na 800 m                 | półfinał   | 2:01,41         |
| 2024 | Igrzyska olimpijskie                              | Paryż          | bieg na 800 m                 | półfinał   | 1:59,14         |

## Rekordy życiowe
- Bieg na 400 metrów (stadion) – 51,52 (2011)
- Bieg na 400 metrów (hala) – 53,33 (2015)
- Bieg na 800 metrów (stadion) – 1:55,96 (2023) rekord Jamajki
- Bieg na 800 metrów (hala) – 1:58,46 (2022) rekord Jamajki
- Bieg na 1000 metrów (stadion) – 2:34,37 (2024) rekord Jamajki
- Bieg na 1000 metrów (hala) – 2:37,55 (2019) rekord Jamajki